# Виндемиатрикс
Виндемиа́трикс, Эпсилон Девы (лат. ε Virginis), 47 Девы (лат. 47 Virginis), HD 113226 — тройная звезда в созвездии Девы на расстоянии приблизительно 108 световых лет (около 33,1 парсек) от Солнца. Возраст звезды определён как около 800 млн лет.

## Характеристики
Первый компонент (WDS J13022+1058A) — жёлтый гигант спектрального класса K0, или G8III. Визуальная звёздная величина звезды — +2,83m. Масса — около 2,5 солнечной, радиус — около 11,809 солнечного, светимость — около 75,351 солнечных. Эффективная температура — около 4950 K.
Второй компонент — коричневый карлик. Масса — около 51,8 юпитерианской. Удалён в среднем на 2,169 а.е..
Третий компонент (WDS J13022+1058B). Визуальная звёздная величина звезды — +11,9m. Удалён на 273,8 угловой секунды.

## Описание
Виндемиатрикс — третья по яркости звезда в созвездии Девы, уступающая по яркости в своём созвездии только Спике и Порриме. Звезда приблизительно на 15 % богаче нашего Солнца элементами тяжелее водорода.
Основной вектор движения Виндемиатрикса направлен перпендикулярно к лучу обзора, из-за чего скорость её движения на небосводе заметно выше чем у окружающих звёзд и составляет около одной угловой секунды за пять лет. Виндемиатрикс — довольно мощный источник рентгеновских волн, что говорит о бурной электромагнитной активности. Суммарная мощность рентгеновского излучения звезды почти в 300 раз превосходит солнечную, по этому параметру Виндемиатрикс — третья среди похожих на него «холодных» гигантов и уступает только Денеб Кейтосу и звезде называемой 24 Большой Медведицы (24 UMa).
Хотя Виндемиатрикс безусловно исчерпала запасы своего водородного топлива, её внутренняя структура остаётся неясной. Обладая массой трёх Солнц, Виндемиатрикс, по-видимому, начала свою жизнь как бело-голубая звезда класса B, и теперь она либо в начале переходной стадии от горения водорода к горению гелия, либо процесс превращения гелия в углерод уже начался в её недрах.
Есть основания считать, что Виндемиатрикс принадлежит к группе Гиад, одноимённого звёздного скопления в созвездии Тельца.

## Название и мифология
Название звезды является феминизированной формой слова Vindēmitor, латинского перевода её древнегреческого названия Προτρυγητὴρ, что можно перевести как «сборщик винограда». В греческой мифологии под этой звездой понимали превращённого в звезду юношу Ампела, возлюбленного Диониса, бога плодоносящих сил земли и виноделия. Однако, скорее всего, название объясняется тем, что в античные времена эта звезда восходила в пору сбора винограда. Другие латинизированные названия звезды: Protrygetor, Provindemiator, Protrigetrix.
Арабское название звезды [Al Mureddin] подразумевает одно из имён Пророка и может восходит к слову [Al Muridin], что переводится как «ученик». В арабской и иудейской мифологии Виндемиатрикс и некоторые звезды созвездия Девы отождествляли с пророком Нухом (Ноем в иудаизме), явившемся на землю для того чтобы очистить её от людской скверны. Пророка также называли ещё «жнецом» или «виноградарем». Известно и другое название звезды [Al-Mutakaddim li-l-Kattaf], что означает «предшествующий сборщику винограда». Таким образом у арабского и латинского названий общие корни. В арабской астрономии Виндемиатрикс также называли ещё по имени созвездия [Alaraph], что означает «чистая дева».
В Библии эта звезда также ассоциировалась с пророком, учеником Бога. В Псалтыре встречается следующее упоминание о ней: "тот кто сойдёт вниз или «тот кто будет обладать властью», или в другом переводе: «ветвь [винограда] сходящая вниз». Виноградная лоза символизировала Бога, а её ветвь — пророка. У древних иудеев звезда имела имя др.-евр. צמח‬ [Цемах], что также означает «ветвь».